# Вес победы
«Вес победы» (англ. The Cut) — британский художественный фильм в жанре психологического триллера режиссёра Шона Эллиса, в котором Орландо Блум играет роль боксёра, завершающего свою карьеру, чтобы добиться чемпионского титула, и проходящего радикальную программу снижения веса по настоянию своего тренера. Премьера фильма состоялась 5 сентября 2024 года в качестве специальной презентации на Международном кинофестивале в Торонто 2024.

## Сюжет
Решив завоевать чемпионский титул после выхода на пенсию, боец из Лас-Вегаса начинает изнурительную программу тренировок и снижения веса под руководством требовательного, неординарного тренера по боксу.

## В ролях
- Орландо Блум — боксёр
- Катрина Балф — Кэйтлин
- Джон Туртурро — Боз

## Создание
Сценарий «Разреза» был написан Джастином Буллом по рассказу Марка Лэйна. В начале 2023 года издание Deadline Hollywood сообщило о том, что основные съёмки должны были состояться летом в Неваде. В интервью изданию Collider Блум сообщил, что он похудел на 35 фунтов для своей главной роли.

## Выход
Премьера фильма «Вес победы» состоялась в рамках специальной презентации на Международном кинофестивале в Торонто 5 сентября 2024 года.